# وووی، گانسو
وووی، گانسو (به لاتین: Wuwei) یک شهر مرکزی در جمهوری خلق چین است که در گانسو واقع شده‌است. وووی ۳۳٬۰۰۰ کیلومتر مربع مساحت و ۱٬۸۱۵٬۰۵۴ نفر جمعیت دارد.